# Městská autobusová doprava v Trnavě
Městská hromadná doprava v Trnavě je síť linek městské hromadné dopravy v Trnavě. Tvoří ji jen autobusy. Linek je celkově 13. Dopravcem je Arriva Trnava

## Vozidla
| Typ vozu                  | Roky dodávek | Počet vozidel |
| ------------------------- | ------------ | ------------- |
| Irisbus Citelis 10,5M CNG | 2011         | 5             |
| Irisbus Citelis 12M CNG   | 2011         | 13            |
| SOR BNG 12                | 2018         | 1             |
| SOR NB 12 City            | 2021         | 17            |
| Celkem                    |              | 36            |

Do dubna 2011 jezdily v trnavské MHD i autobusy Karosa B 731, B 732 a B 741, které byly 14.4.2011 nahrazeny novými autobusy Irisbus Citelis.

## Linky
Některé linky fungují jako kyvadlová doprava, takže se na konečných zastávkách otáčejí a jdou směrem k počáteční zastávce. Barvy linek odpovídají označením v jízdních řádech a dopravních schématech MAD Trnava.
| Linka | Začátek                             | Konec                                     | Pásmo            | Poznámky |
| ----- | ----------------------------------- | ----------------------------------------- | ---------------- | -------- |
| 1     | Linčianska (Strojárenská - SACHS)   | Kopánka - Nám. SUT (Letisko, Veľký Dvor)  | Zóna I           |          |
| 2     | Linčianska                          | Kamenný Mlyn                              | Zóna I           |          |
| 3     | G. Dusíka                           | Kopánka - Nám. SUT (Špačinská - Nám. SUT) | Zóna I           |          |
| 4     | Linčianska (Strojárenská - SACHS)   | Kopánka - Nám. SUT (Špačinská - Nám. SUT) | Zóna I           |          |
| 5     | Linčianska (Strojárenská - BOGE)    | J. Bottu - park J. Kráľa                  | Zóna I           |          |
| 6     | Sibírska                            | J. Bottu - park J. Kráľa                  | Zóna I           |          |
| 12    | Linčianska                          | Kopánka - Nám. SUT                        | Zóna I           |          |
| 13    | Biely Kostol - Rybná (Kamenný mlyn) | TESCO                                     | Zóna I + Zóna II |          |
| 14    | Modranka                            | Viktoríniho nám.                          | Zóna I           |          |
| 16    | Nemečanka                           | Nová - OC OBI                             | Zóna I           |          |
| 21    | Modranka                            | Sibírska                                  | Zóna I           |          |
| 22    | Linčianska                          | Vozovka                                   | Zóna I           |          |
| 23    | Sibírska                            | Vozovka                                   | Zóna I           |          |

## Tarify
Jízdenky se kupují přímo u řidiče, dále se již neoznačují a jsou určeny pouze pro jednu cestu bez přestupu. Cestující jsou si povinni při cestování do oblastí Zóny II (Bílý Kostel zakoupit jízdenku pro tuto tarifní zónu. Platit je možné v hotovosti nebo bezkontaktní čipovou kartou na bázi kreditu, druhém případě je možné nastupovat i přes druhé dveře vozidla.

### Slevy
Se slevou mohou být přepravovány:
- Děti po dovršení 6. roku věku do dovršení 15. roku věku
- Další dítě do dovršení 6. roku věku v doprovodu téhož cestujícího
- Žáci a studenti do 26. roku věku (se žákovským průkazem, nebo dopravní kartou)

Zdarma mohou být přepravovány:
- Děti do dovršení 6. roku věku v doprovodu cestujícího
- Průvodce nebo vodící pes, invalidní vozík nebo kočárek těžce zdravotně postižené osoby, která je držitelem průkazu ZTP-S
- Poslanci NR SR a soudci Ústavního soudu SR[2]